# Кагемні
Кагемні  — давньоєгипетський державний діяч VI династії, верховний жрець Ра у Геліополісі за правління фараона Теті. Ім'я перекладається як «Мій Ка є тим, яким як знайшов».

## Життєпис
Походив зі знатного роду. Про його діяльність відомо замало. Відомо лише про посади, якій обіймав Кагемні — наглядач двох Будинків золота, наглядач двох скарбниць (Верхнього та Нижнього Єгипту).
Одружився з донькою фараона Теті — Небтинубхет Сешешет, що сприяло просуванню кар'єрними щаблями. Обіймав також посади зберігача головних регалій, начальників маєтків двох корон. Зрештою призначається на посаду чаті. Після цього стає наглядачем над писарями паперів фараона, наглядач над усіма роботами та наглядач 6 великих дворів.
Також зробив неабияку кар'єру: був жерцем бога Мін, потім верховним жерцем Ра.
Відомий своїми повчаннями. Відомі з папірусу Прісса. Тут перераховуються етичні та моральні цінності та принципи стародавніх єгиптян.
Похований у мастабі 10 в Саккарі.